# الکساندر اوکیدجا
الکساندر اوکیدجا (انگلیسی: Alexandre Oukidja؛ زادهٔ ۱۹ ژوئیهٔ ۱۹۸۸) بازیکن فوتبال اهل الجزایر است.
از باشگاه‌هایی که در آن بازی کرده‌است می‌توان به باشگاه فوتبال لیل، باشگاه فوتبال استراسبورگ، و باشگاه فوتبال متس اشاره کرد.
وی همچنین در تیم ملی فوتبال الجزایر بازی کرده‌است.